# Гурков, Виталий Григорьевич
Виталий Григорьевич Гурков (бел. Віталь Рыгоравіч Гуркоў, род. 27 марта 1985 года) — белорусский спортсмен, выступающий в тайском боксе и кикбоксинге, многократный чемпион мира, заслуженный мастер спорта Республики Беларусь по тайскому боксу. Вокалист панк-группы BRUTTO.

## Спортивная карьера

### Ранние годы
Виталий Гурков родился 27 марта 1985 года в Минске. Его отец работал монтажником-верхолазом, мать – закройщицей. В детстве занимался в секциях Вьет Во Дао, футбола, спортивного ориентирования и баскетбола. На одной из первых тренировок по баскетболу Виталий устроил драку, что очень не понравилось его тренеру.  

Я был боевым пацаном и на одной из тренировок как–то устроил драку. Тренеру это совсем не понравилось, и она дала мне дельный совет: «Нравится руками махать? Для этого есть бокс. До свидания, Виталик!.
Так в возрасте четырнадцати лет он попал в секцию тайского бокса клуба «Чинук» к тренеру Дмитрию Пясецкому. 

Я был вне себя от радости, когда узнал, что моим тренером будет Дмитрий Пясецкий! Это мой кумир! Каждый день я до изнеможения тренировался. И результаты не заставили себя ждать..

### Любительская карьера
Свой первый крупный турнир по тайскому боксу Виталий выиграл уже в 16 лет, когда стал победителем чемпионата Европы среди любителей в 2001 году.
Титул чемпиона мира он завоевал через два года после этого – в 2003 году, когда Гуркову было всего 17 лет. В финальном бою его соперником был 33-летний опытный португалец Нуно Невес. Но Виталий сумел одержать победу и стал самым молодым в истории Беларуси чемпионом мира среди любителей.
После этого в течение шести лет он побеждал на всех любительских соревнованиях по тайскому боксу, а также на чемпионате Европы по кикбоксингу 2006 года. Первое поражение случилось в декабре 2010 года на чемпионате мира в Таиланде. Во время одного из первых поединков турнира Виталий травмировал колено, и эта травма не позволила ему выйти на финальный бой. Итог – серебряная медаль.
В следующем, 2011 году, Гурков снова стал лучшим в мире, а вот 2012 год сложился для него не слишком удачно. На чемпионе Европы и мира он уступил в финальных поединках одному и тому же сопернику - россиянину Зайналбиду Магомедову. Кстати, от серебряной медали чемпионата мира, который проходил в России, Гурков отказался, выразив таким образом протест против необъективного судейства.
В 2013 году в России проходили вторые в истории Всемирные Игры боевых искусств. В полуфинальном поединке Виталий заработал перелом ребра. С этой травмой он вышел на финальный бой, где снова уступил россиянину Зайналбиду Магомедову решением судей.
С 2014 года Гурков перешел в более тяжелую весовую категорию  - до 75 кг. В сентябре он выиграл чемпионат Европы в Польше, после чего полтора года не выступал на международном любительском ринге. В мае 2016 года он поехал на чемпионат мира в Швецию, где завоевал очередную золотую медаль.
В июле 2017 года принял участие во Всемирных Играх в польском городе Вроцлаве, где завоевал первое место, победив поочередно португальца Диего Каладу, американца Троя Джонса и украинца Василия Сорокина.

### Профессиональная карьера
В результате успешной любительской карьеры, Гурков все чаще начинает выступать на профессиональном ринге. В марте 2007 году он принял участие в турнире-восьмерке Brute Force, проходившем в австралийском Мельбурне. В первом поединке он победил австралийца польского происхождения Мартина Ольчака, а в полуфинале и финале оказался сильнее австралийцев Джейсона Скерри и Грега Фолли соответственно.
В 2008 году Виталий заявился во второй сезон турнира The Contender Asia, где ему для начала предстояло пройти через квалификационную восьмерку. В четвертьфинале он победил бойца из Франции, в полуфинале – украинца Петра Наконечного, но в финале уступил техническим нокаутом россиянину Артему Левину – бой был остановлен в первом раунде из-за открывшегося рассечения.
В 2009 году Гурков выступал на турнире Кубок Татнефти, где выиграл три предварительных поединка, но в финале уступил киргизу Уранбеку Есенкулову.
В марте 2010 года в Минске проходил отборочный турнир K-1 World MAX 2010 Восточная Европа. Виталий выиграл все три поединка и стал чемпионом, что давало возможность принять участие в предстоящем K-1 World MAX 2010 Final 16.
В первом же поединке финала шестнадцати, проходившем в октябре 2010 года в Сеуле, Гурков уступил единогласным решением судей знаменитому итальянцу 
Джорджио Петросяну.
Следующим турниром для Гуркова стал Isuzu Thai Fight, где он в первом круге победил техническим нокаутом корейского бойца, но во втором – уступил тайцу Petchmunkong Petchfocus решением судей.
На протяжении 2011 года Виталий не выступал на профессиональном ринге, но в 2012 году он принял участие в престижном турнире Thai Fight 2012: King of Muay Thai. В четвертьфинале, который состоялся 23 октября 2012 года, он победил француза Фареса Бесара, в полуфинале (25 ноября 2012 года) -  финна Антеро Гунунена, но 16 декабря 2012 года в финале проиграл решением судей Буакау Банчамеку.
В апреле 2013 году он нокаутировал коленом в прыжке литовца Ваидаса Валансиуса на турнире K-1 WORLD GP в Вильнюсе и стал победителем данного турнира.
25 января 2014 года в Милане он победил тайца Кема Ситсонгпинонга единогласным решением судей и стал чемпионом мира по муай-тай среди профессионалов по версии WBC в весовой категории до 69, 8 кг.
Через полтора месяца после этой победы он выступил на турнире по кикбоксингу Empire II в Лас-Вегас, штат Невада, США. Его изначальный соперник Тони Херви был заменен на голландца Jaseem Al Djilwi. Гурков выиграл у него техническим нокаутом в третьем раунде.
В следующий раз Виталий выступил на профессиональном ринге почти через два года – 11 декабря 2016 года он провел бой по правилам кикбоксинга против действующего чемпиона казаха Мергена Билялова на турнире PFC в Китае и одержал победу единогласным решением судей.
5 ноября 2017 года Виталий принял участие в турнире-восьмерке Kunlun Fight в весовой категории до 75 кг. В четвертьфинальном поединке он одержал победу решением судей над китайцем Нурла Мулали, в полуфинале - над тайцем Arthit Hanchana техническим нокаутом в третьем раунде, и в финале оказался сильнее иранца Хоссейна Карами. Таким образом Виталий стал чемпионом мира по версии Kunlun Fight.

## Титулы и достижения

### Любительский спорт
- 2001 Чемпионат Европы, Украина «IFMA»  61 кг
- 2003 Чемпионат мира, Таиланд «IAMTF»  63,5 кг
- 2004 Кубок мира, Таиланд «WKPF»  67 кг
- 2004 Чемпионат мира, Таиланд «WMF»  63,5 кг
- 2005 Чемпионат мира, Таиланд «WMF»  63,5 кг
- 2006 Чемпионат Европы, Македония «WAKO»  67 кг
- 2006 Чемпионат мира, Таиланд «WMF»  67 кг
- 2007 Чемпионат мира, Таиланд «WMF»  71 кг
- 2008 Чемпионат мира, Таиланд «IFMA»  71 кг
- 2009 Чемпионат Европы, Латвия «IFMA»  71 кг
- 2009 Чемпионат мира, Таиланд «IFMA»  71 кг
- 2010 Чемпионат Европы, Италия «IFMA»  71 кг
- 2010 Чемпионат мира, Таиланд «IFMA»  71 кг
- 2011 Чемпионат Мира, Узбекистан «IFMA»  71 кг
- 2012 Чемпионат Европы, Турция «IFMA»  71 кг
- 2012 Чемпионат Мира, Россия «IFMA»  71 кг
- 2013 Чемпионат Европы, Португалия «IFMA»  71 кг
- 2013 Всемирные игры боевых искусств, Россия «IFMA»  71 кг
- 2014 Чемпионат Европы, Польша «IFMA»  75 кг
- 2016 Чемпионат Мира, Швеция «IFMA»  75 кг

### Профессиональный спорт
- 2007 «Brute Force 8. Judgement Day», Австрия «WMC»  72 кг
- 2008 Российский отборочный турнир «The Contender Asia», Россия   72,6 кг
- 2009 Турнир на кубок «TATNEFT», Россия  70 кг
- 2010 Победитель отборочного турнира «К-1 МАХ» в Минске  70 кг
- 2012 Кубок короля Таиланда «Thai Fight 2012»  70 кг
- 2013 Победитель турнире K-1 WORLD GP в Вильнюсе  70 кг
- 2014 Чемпион мира по версии Всемирного Боксёрского Совета Муай Тай, «WBC Muay Thai», Италия  69,853 кг[18]
- 2017 Чемпион мира по версии Kunlun Fight  75 кг